# Kenichi Sugano
Kenichi Sugano (菅野 賢一, Sugano Kenichi) est un footballeur japonais né le 8 août 1971.